# Genesee County (New York)
Genesee County je okres (county) amerického státu New York založený v roce 1802. Správním střediskem je sídlo Batavia s 15 473 obyvateli v roce 2006.
Počet obyvatel: 60 079 (v roce 2010), 60 370 (v roce 2000)
Ženy: 50,5 % (v roce 2005)

## Sousední okresy
- sever - Orleans
- východ - Monroe
- jihovýchod - Livingston
- jih - Wyoming
- západ - Erie
- severozápad - Niagara